# اکسوات
اکسوات (به لاتین: Aksuat) یک منطقهٔ مسکونی در قزاقستان است که در استان قزاقستان شرقی واقع شده‌است.

## خصوصیات
اکسوات ۵۴۳ متر بالاتر از سطح دریا واقع شده‌است.